# Billy Papke
Billy Papke, właśc. William Herman Papke, przyd. Illinois Thunderbolt (ur. 17 września 1886 w Spring Valley, zm. 26 listopada 1936) – amerykański bokser niemieckiego pochodzenia, mistrz świata wagi średniej.

## Życiorys

### Młodość
Urodził się w Spring Valley w stanie Illinois w rodzinie emigrantów niemieckich. Od młodych lat pracował w tamtejszych kopalniach węgla, w wieku 19 lat zaczął uprawiać boks. Miał 174 cm wzrostu i był dość szczupły, miał jednak bardzo silny cios oraz świetną kondycję i odporność na uderzenia.

### Początek kariery
Karierę zawodową rozpoczął w 1906 r. serią zwycięstw, w większości przez nokaut. Na początku walczył tylko z lokalnymi rywalami, ale po pokonaniu najsilniejszego z nich Tony’ego Caponi (co udało się w trzeciej próbie, dwie pierwsze ich walki były remisowe) otrzymał szansę na pokazanie się w pojedynku z szeroko znanym pięściarzem Bartem Conollym. 22 listopada 1907 roku w Chelsea Papke znokautował Conollyego w czwartej rundzie. Drzwi do szerokiej kariery stanęły przed nim otworem.

### Droga na szczyt
Sprawa tytułu mistrza świata w wadze średniej była wówczas niejasna. Ostatni czempion Tommy Ryan wycofał się z czynnego uprawiania boksu, niektórzy uważali za mistrza Stanleya Ketchela, który pokonał dwukrotnie Joego Thomasa, jednak nie były to oficjalne walki o tytuł; pretensje zgłaszało kilku innych pięściarzy, m.in. bracia Sullivan oraz Hugo Kelly (którego Ryan wskazał jako swego następcę). Papke również myślał o tytule, drogę postanowił rozpocząć od pokonania Kelly’ego. Spotkał się z nim 30 grudnia 1907 roku w Milwaukee w 10-rundowej walce, jednak mimo przewagi nie znalazł uznania w oczach sędziów, którzy orzekli zaledwie remis. Do powtórnego pojedynku doszło 6 marca 1908 w tym samym miejscu, tym razem przewaga Papkego nie podlegała dyskusji i zwyciężył na punkty w 10 rundach.

### Walki z Ketchelem
Dwa miesiące później Stanley Ketchel został oficjalnie już mistrzem świata i Papke otrzymał szansę walki z nim, choć tylko w towarzyskim pojedynku. Chociaż przegrał na punkty, zrobił dobre wrażenie i wkrótce stanął do powtórnej walki z Ketchelem, tym razem już o tytuł. 7 września 1908 roku w Vernon Billy Papke znokautował (w kontrowersyjnych okolicznościach) Stanleya Ketchela i został mistrzem świata wagi średniej. Tytuł stracił również na rzecz Ketchela, 26 listopada 1908 roku w Colma, była to jedyna porażka Papkego przez nokaut w całej karierze. Otrzymał szansę rewanżu, ale i tę walkę przegrał, tym razem na punkty.

### Dalszy przebieg kariery
Walki z Ketchelem przeszły do historii boksu i przyniosły wielką sławę Papkemu; po tragicznej śmierci Ketchela był przez wielu uważany za mistrza świata. Dalsza część jego kariery przebiegała pod znakiem wielu podróży po całym świecie i walk z najlepszymi ówczesnymi pięściarzami. Najważniejsze z nich:
- 19 marca 1910, Paryż, wygrana z Willie Lewisem przez nokaut w 3. rundzie;
- 19 maja 1910, San Francisco, wygrana z Joe Thomasem przez nokaut w 16. rundzie;
- 21 czerwca 1910, Boston, wygrana z Jackiem Sullivanem w 12 rundach;
- 11 lutego 1911, Sydney, porażka z Johnnym Thompsonem w 20 rundach;
- 29 czerwca 1912, Paryż, wygrana z Marcelem Moreau przez nokaut w 16. rundzie;
- 23 października 1912, Paryż, wygrana z Georges’em Carpentierem przez poddanie przeciwnika w 17. rundzie;

5 marca 1913 roku w Paryżu Papke zmierzył się z Frankiem Klausem w walce o mistrzostwo świata, doznał jednak bolesnej porażki, musiał się poddać w 15. rundzie. Po tej walce praktycznie wycofał się z regularnego uprawiania boksu (choć stoczył jeszcze później 4 oficjalne walki, ostatnią 8 kwietnia 1919 roku).

### Złamane życie
W czasie swej kariery zarobił mnóstwo pieniędzy, więc po wycofaniu się z boksu żył w dostatku, jednak ogólnoświatowy kryzys nie oszczędził i jego, na domiar złego podupadł na zdrowiu oraz odeszła od niego żona. Papke załamał się psychicznie i popadł w głęboką depresję. 26 listopada 1936 roku (a więc w rocznicę swojej najbardziej dotkliwej porażki) zastrzelił swoją byłą żonę i popełnił samobójstwo.
Billy Papke jest wymieniany przez większość znawców w ścisłej czołówce pięściarzy wagi średniej wszech czasów. W 1972 roku został wybrany do Ring Boxing Hall of Fame a w 2001 r. do International Boxing Hall of Fame.

## Bilans walk
- 37 zwycięstw (w tym 30 przed czasem)
- 5 remisów
- 9 porażek
- 11 "no decision"
- 3 pokazówki